# Belly cargo

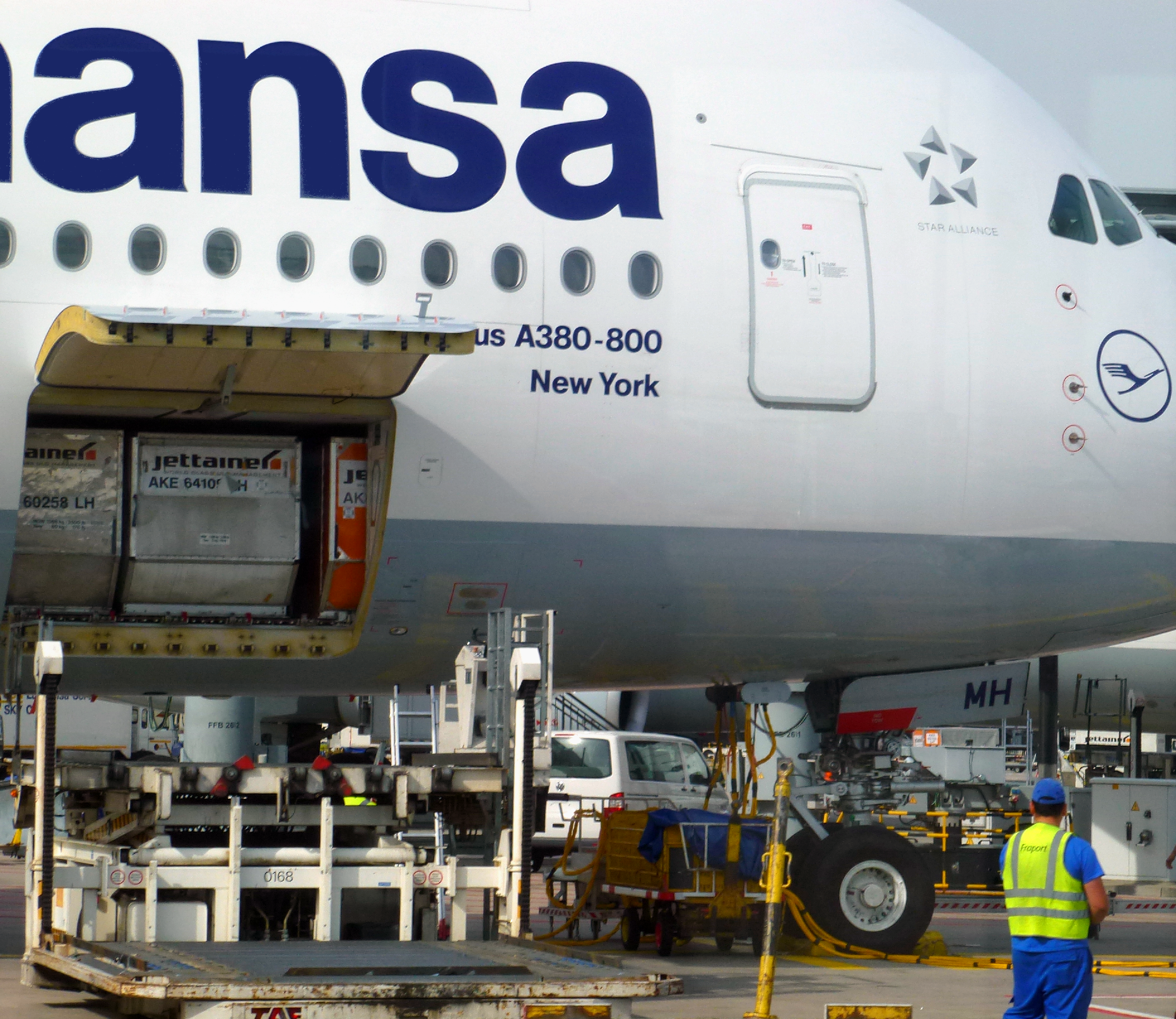
Załadunek belly cargo przez właz boczny Airbusa A380-800 na lotnisku we Frankfurcie (FRA)

Belly cargo / belly freight — rodzaj przesyłek lotniczych typu cargo, typ lotniczego cargo który jest przewożony na dolnym pokładzie samolotu pasażerskiego, znanym również jako ładownia samolotu (belly).  Jest on często przewożony wraz z bagażem pasażerskim i podlega tym samym przepisom bezpieczeństwa i ochrony, co bagaż pasażerski. Belly cargo jest ograniczony koniecznością przyjęcia bagażu pasażerskiego i poczty (które mają pierwszeństwo przed frachtem). Zwykle w ten sposób prowadzona jest wysyłka mniejszych towarów i łatwo psujących się przedmiotów. Ten trend został zapoczątkowany w XX wieku wraz z wprowadzeniem rodziny samolotów szerokokadłubowych jak Airbus A330/340 czy Boening 777 znalazł kontynuację wraz z modelami 787 i A350. Średnia ładowność dolnego pokładu samolotów szerokokadłubowych wynosi 16 ton. Ładowność taką posiadają A350-900 czy A340-600 QR. Najniższy wynik w tej dziedzinie prezentuje A330-300, który posiada o ładowności 13 ton, podczas gdy na najwyższym poziomie znajdują się 777-300, które oferuje 19 ton ładowności. 
Wykorzystanie ładunków tego typu pozwala liniom lotniczym generować dodatkowe przychody z niewykorzystanej przestrzeni na dolnym pokładzie samolotów pasażerskich.  Belly cargo zwiększa możliwości dostarczania towarów bez konieczności wykonywania dodatkowych lotów, co czyni go opcją bardziej opłacalną. Może także zapewnić przewóz przesyłek na trasach, których dedykowane samoloty towarowe mogą nie obsługiwać, zwłaszcza dla linii lotniczych, które mają rozbudowaną siatkę połączeń pasażerskich. Może to mieć kluczowe znaczenie dla dostarczania towarów do odległych lub mniej dostępnych lokalizacji. Niektóre linie lotnicze, jak na przykład Finair w całości przewozy towarów realizują jako belly cargo.
W  2019 prawie 80% całego lotniczego cargo na świecie było przewożone w ładowniach samolotów pasażerskich.